# Internetberoende
Internetberoende är ett begrepp som används av vissa forskare för att beteckna ett sjukligt överdrivet användande av internet. Det skulle i så fall vara en form av impulskontrollstörning. Begreppet är emellertid inte allmänt accepterat bland forskare. Det har kritiserats, dels eftersom begreppet är missvisande, dels eftersom det än så länge bara finns preliminära data som stöder att detta är en verklig beroendeproblematik.

## Bakgrund
Begreppet Internet addiction disorder (IAD) lanserades i början av 1995 som en ny beroendestörning av psykiatrikern Ivan Goldberg. Goldbergs publicering visade sig dock vara en bluff avsedd som en parodi på samhällets fascination av beroendeframkallande beteenden. Trots detta spreds nyheten snabbt om denna nya sjukdom bland Internetanvändare.
Fastän IAD ursprungligen var ett skämt har vissa forskare fortsatt att använda begreppet, och insisterar på att det är ett verkligt beroendetillstånd, med stöd av preliminära forskningsresultat. De förklarar tillståndet med att hjärnans dopaminbaserade belöningssystem skapar ett beroende av "känslokickar", bekräftelse, mm, och ger upphov till liknande tvångsmässiga beteenden som kemiskt beroende. Den beroende kan få humörsvängningar och snedvriden tidsuppfattning, och missköter ofta nattsömn, studier, arbete, familj, sociala relationer och ekonomi. Personen flyr in i beroendet vid minsta motgång eller ångestframkallande händelse. Beroendet förhindrar personen att leva det liv han eller hon egentligen vill leva, och kan drabba närstående på många sätt.
Anhängare delar ofta upp IAD i olika undergrupper, såsom:
- pornografiberoende,[3]
- datorspelsberoende,[4]
- beroende av e-handel,[5][6]
- spelberoende av hasardspel såsom onlinepoker, Internetkasino och aktiehandel via nätet,[7]

samt
- beroende av social interaktion via nätet, som chat, e-post, SMS-ande, diskussionsforum, sociala nätverk, bloggande, wikipediapublicering, med mera.[8]

Problematisk datoranvändning (problematic computer use) eller patologisk datoranvändning (pathological computer use) är accepterade beskrivningar i engelskspråkig litteratur av överdriven datoranvändning som stör ett normalt dagligt liv. Dessa termer undviker distraherande och splittrande begrepp såsom missbruk och beroende, och är inte begränsade till någon specifik orsak.

## Forskare och resultat som stöder begreppet
Enligt Maressa Orzack, chef för Computer Addiction Study Center vid Harvard University McLean Hospital, har mellan fem och tio procent av webbanvändarna drabbats av någon form av beroende.
En annan supporter av begreppet, David Greenfield, Ph.D. vid Center for Internet Behavior, har gjort en undersökning med ABC News.com 1999 och är författare till Virtual Addiction. Han anser att vissa tjänster som finns på Internet har unika psykologiska egenskaper som inducerar  dissociation, snedvriden tidsuppfattning, omedelbar tillfredsställde, och att ca 6% av alla individer upplever betydande inverkan på deras liv i något avseende. Men han säger att det kanske bör betraktas som ett tvång snarare än ett beroende. Greenfield hävdar att beroende av sex, spel, och e-handel kan ge upphov till humörsförändringar.
Enligt Center for Internet Addiction "lider Internetberoende av emotionella problem som depression och ångestrelaterade sjukdomar och använder ofta fantasivärldar på Internet för att fly undan obehagliga känslor eller psykiskt stressande situationer." Över 60% av personer som söker behandling för IAD hävdar att de sysslar med sexuella aktiviteter på nätet som de själva anser är olämpliga. Det kan exempelvis gälla överdrivet intresse för pornografi eller involvering i explicita sexuella konversationer online. Mer än hälften är också beroende av alkohol, narkotika, tobak, eller sex.
Flera terapeuter och andra experter säger att tiden man tillbringar vid datorn inte är avgörande vid diagnostisering av Internet-beroende. Det viktiga är, enligt dem, huruvida Internet-användning orsakar allvarliga problem, inklusive förlust av jobb, äktenskapliga svårigheter, depression, isolering och ångest, och användaren ändå inte kan sluta. "Gränsen för Internet beroende har passerats", säger Mr Zehr vid Proctor Hospital, "när jag inte längre kan kontrollera min Internetanvändning. Det är en fråga om självkontroll."
Dr Cash och andra terapeuter säger att de har fått ett växande antal tonåringar och unga vuxna som patienter, vilka växer upp med att tillbringa timmar vid datorn, spela spel och skicka snabbmeddelanden. Dessa patienter tycks ha betydande utvecklingsproblem, inklusive Attention Deficit Disorder (ADHD) och bristande sociala färdigheter."
I mars 2008 hävdar Dr Jerald Block (2008) i en redaktionell publicering i American Journal of Psychiatry att Internetberoende borde ingå som en störning i den nya femte upplagan av APA:s Diagnostisk och statistisk manual. Redan i den fjärde utgåvan (DSM-IV) ingår spelberoende, intermittent explosivitet, kleptomani, pyromani, trichotillomani och impulskontrollstörning utan närmare specifikation under rubriken "Impulskontrollstörningar som ej klassificeras annorstädes". Dr Block argumenterar att symptom på IA speglar andra tvångsmässiga/impulsiva störningar, bland annat: 1.) Överdriven användning (ofta förknippat med förlust av tidsuppfattning), 2.) Abstinenssymtom när tillgång nekas, 3.) ökad tolerans (inklusive växande behov av exponering för att uppnå samma effekt), och 4.) negativa återverkningar (inklusive social isolering). Han konstaterar att forskning har visat att upp till 86% av de studerade personer som uppvisar IA-symptom också visar andra diagnostiserbara psykiska sjukdomar.

## Kritik
Synen på Internetberoende (IAD) lider främst av en missvisande benämning. Psykiatriker Dr Goldberg, som lanserade begreppet på skämt, anser att Internet Addiction Disorder inte är ett riktigt missbruk och kan faktiskt inte vara mer än ett symptom på andra, befintliga störningar. Ett överdrivet användande av begreppet beroende gör det möjligt att förklara varje kompenserande beteende som ett beroende. Till exempel kan en person som har långa telefonsamtal med en vän för att undvika en obehaglig situation förklaras vara "beroende av telefon" med samma giltighet som en person som chattar på Internet i samma syfte.
Många andra, inklusive Carol Potera och Jonathan Bishop, är överens om att Internetberoende är felaktigt namngiven. Eftersom Internet är en social miljö snarare än ett objekt, kan människor inte vara beroende av det. En analogi kan göras till en annan miljö: en person kan inte vara verkligt beroende av att leva i en favoritstad oavsett hur smärtsamt en flytt kan vara, och en guldfisk kan inte vara missbrukare av att leva i en damm.
För det andra, vilket är allmänt erkänt även av begreppets anhängare, omfattas de flesta om inte alla "Internet missbrukare" redan av befintliga, accepterade diagnostiser. För många patienter är överdriven eller olämplig användning av Internet bara ett uttryck för depression, ångest, Prokrastinering (uppskjutarbeteende) och andra
impulskontrollstörningar, eller patologiskt spelande.
Kritiker medger att det är möjligt att en person kan ha en patologisk relation till specifika aspekter av Internet, till exempel till online-auktioner, pornografi, eller onlinespel (detta ingår i den befintliga diagnosen  Patologiskt spelande), men menar att det gör inte själva Internetmediet beroendeframkallande. Här finns skilda problem som inte bör sammanföras under IAD-etiketten:  Man menar att IAD kan jämföras med ätstörningar, där patienter överäter som en form av självmedicineromg av depression, ångest, osv, utan att egentligen vara verklig  missbrukare av mat.
Exempel:
- En person med svag impulskontroll kan förlora sömn över en spännande roman eller favorit-TV-program precis lika lätt som han eller hon kan förlora sömn över ett spännande datorspel eller frestelsen att klicka på en länk.

En patologisk spelare är en patologisk spelare oavsett om spelberoendet görs på en dator eller ansikte mot ansikte.
- En person med en sexuell besatthet är fortfarande en person med sexuell besatthet, om pornografi ses på en skärm eller på papper.
- En person som handlar överdrivet har ett tvångsmässigt shoppingproblem oavsett om inköpen görs personligen, per post, via telefon eller online.
- En person som har problem med day trading på aktiebörsen, vilket är en form av patologiskt spelande, har fortfarande problemet oavsett om aktiehandeln sker med dator, via telefon eller ansikte mot ansikte.

Dessutom finns det betydande och viktiga skillnader mellan vanliga Internetaktiviteter (e-post, chat, webbsurfande) och patologiskt spelande, fastän IAD-begreppet drar stora paralleller mellan dessa. Internet är till stor del ett socialt, interaktivt och informationsdrivet medium, medan spelande ses som en aktivitet med mycket lite socialt värde. 
Så kallade Internet-missbrukare lider inte av samma skada på hälsa och relationer som är typiska för etablerade missbruk.

## Förekomst
I Sverige gick en domstol för första gången in och dömde till tvångsvård för datorspelsberoende i maj 2010.
En forskare uppskattar att upp till nio miljoner amerikaner skulle kunna betecknas som patologiska datoranvändare. 
Brittiska psykiatriker säger i en rapport i tidskriften Advances in Psychiatric Treatment, att en "betydande minoritet" - en uppskattning mellan fem och tio procent av online-användare - är beroende av Internet, och att även tidig forskning visar att de flesta är högutbildade, mycket inåtvänt män, medan nyare undersökningar tyder att problemet är störst bland medelålders kvinnor vid hemdatorer.
Flera länder i Asien, främst Kina, Sydkorea och Taiwan, har rapporterats ha hög förekomst av dator- eller Internet-missbruk bland ungdomar.
Upp till 30 procent av sydkoreanerna under 18 år, eller cirka 2,4 miljoner människor, riskerar Internetberoende, sade Ahn Dong-hyun, ett barnpsykiater i Hanyang University i Seoul som just avslutat en treårig statligt finansierad studie av problemet.
Data från China Internet Network Information Center (CNNIC), per 30 juni 2006, visade att 123 miljoner människor hade varit online, varav 14,9% var tonåringar under 18 års ålder. Chou och Hsiao rapporterade att incidensen av Internetmissbruk bland Taiwanstudenter var 5,9% . Wu och Zhu  identifierade 10,6% av kinesiska studenter som Internet addiction 
En Pekingdomare, Shan Xiuyun, hävdade att 85 procent av ungdomsbrottslighet i staden var Internet-relaterad. Kinas kommunistiska ungdomsförbund hävdade under 2007 att över 17 procent av kinesiska medborgare i åldern mellan 13 och 17 år är beroende av Internet.
Block (2008) hänvisar till forskningsuppgifter som hävdar att 13,7% av kinesiska ungdomar - omkring 10 miljoner människor - uppfyller de diagnostiska kriterierna för Internet Addiction. Denna insikt, enligt uppgift, har lett till att Kina har begränsat användningen av datorer för spel till tre timmar per dag (2008).

## Prognos
I många fall, men inte i alla, rättar problemen till sig själv. "Det var professor Kiesler som kallade Internetberoende en modeflugesjukdom. Enligt hennes uppfattning är tv-missbruk värre. Hon tillade att hon slutfört en studie av tunga Internet-missbrukare, som visade att majoriteten hade sänkt sin tid vid datorn avsevärt under ett år, vilket antyder att även problematiskt bruk är självkorrigerande ".

## Begreppets status inom psykiatrin
Trots motstånd från många håll, lobbar forskaren Kimberly Young, Psy. Dr, för införande av IAD till DSM-5, nästa upplaga av psykiatrihandboken DSM. Vissa förespråkare menar att dess införande skulle öppna dörrarna för privata försäkringsbolag att betala för Internetberoendeterapi. Många andra menar att IAD varken är ett riktigt missbruk eller en specifik sjukdom och inte bör klassificeras som en psykisk störning i DSM-5. Dessutom finns det i USA inga belägg för att människor som behöver behandling nekas det, utan att beteendet ofta klassificeras med andra diagnoser, såsom ADHD eller depression.
I juni 2007 avböjde American Medical Association att rekommendera American Psychiatric Association att inkludera spelberoende och IAD som en formell diagnos i 2012 års upplaga av DSM. Istället ger de som nedtonat svar att fortsatt forskning rekommenderas om "överanvändning av videospel". Ledamöter i American Society of Addiction Medicine motsätter sig att kalla Internetöveranvändning och videospel för verkligt beroende.
Personer som enligt dem själva drabbats håller på att ta frågan om detta är en legitim sjukdom till domstol för prövning. I det nyligen publicerade amerikanska fallet (Pacenza v. IBM Corp), hävdade käranden att han drabbats av Internetberoende utlöst av Vietnamkrigsrelaterad posttraumatisk stress, men var olagligt avslutad i strid med Americans with Disabilities Act. Ärendet väntar vid domstolen i Southern District of New York (fallet sammanfattas i Glaser & Carroll, 2007).